# Mila De Magistris
Mila De Magistris (Firenze, 29 maggio 1988) è una pallanuotista italiana, attaccante della Fiorentina Waterpolo.

## Biografia
È figlia di Gianni De Magistris, già pallanuotista ed allenatore e sorella di Guia, insegnante di Yoga.
Nella stagione d'esordio con la squadra toscana ha vinto il Campionato italiano, la Coppa dei campioni e la Supercoppa europea.

## Palmarès

### Club
- Campionato italiano: 1

Fiorentina: 2006-07
- LEN Champions Cup: 1

Fiorentina: 2006-07
- Supercoppa LEN: 1

Fiorentina: 2007